# Lower Birchwood
Lower Birchwood – wieś w Anglii, w hrabstwie Derbyshire, w dystrykcie Amber Valley. Leży 20 km na północny wschód od miasta Derby i 194 km na północny zachód od Londynu.